# Тед Лассо
«Тед Лассо» (англ. Ted Lasso) — американський спортивний комедійний телесеріал, створений на основі однойменного персонажа, зображеному Джейсоном Судейкісом у промо-відео англійської Прем'єр-ліги від NBC Sports. Перший сезон серіалу розпочався 14 серпня 2020 року на сервісі Apple TV+ і завдяки успіху у глядачів уже через п'ять днів після прем'єри серіал був продовжений на другий сезон.

## Сюжет
У центрі сюжету тренер провінційної команди коледжу з американського футболу, якого запрошують на посаду менеджера англійської команди Прем'єр-ліги «Річмонд», незважаючи на відсутність будь-якого досвіду. Його ненавидять футболісти, вболівальники, намагається підставити власниця клубу, але з кожним днем Тед Лассо завойовує прихильність оточуючих своєю щирістю, відмінним гумором та оптимізмом.

## Актори і персонажі
| Актори              | Персонажі      | Примітки                                                                                                |
| ------------------- | -------------- | --- |
| Джейсон Судейкіс    | Тед Лассо      | Головний тренер, колишній тренер з американського футболу                                               |
| Ханна Веддінгем     | Ребекка Велтон | Власниця футбольного клубу, намагається знищити команду, аби помститися колишньому чоловіку             |
| Брендан Гант        | Берд (Борода)  | Тренер, давній друг Лассо                                                                               |
| Бретт Ґолдштейн     | Рой Кент       | Капітан команди, найстарший, досвідчений і найтитулованіший гравець клубу                               |
| Філ Данстер         | Джеймі Тарт    | Найкращий гравець команди, молода зірка клубу, орендована в «Манчестер Сіті»                            |
| Джуно Темпл         | Кілі Джонс     | Фотомодель, колишня подружка Джеймі, кохає Роя, виконує обов'язки рекламного менеджера команди          |
| Джеремі Свіфт       | Гіґґінс        | Директор клубу, помічник Ребекки                                                                        |
| Нік Мохаммед        | Натан          | Скромний помічник тренера, який знає про футбол чи не більше за інших героїв                            |
| Тохіб Джімо         | Сем Обісанья   | Молодий перспективний гравець із Нігерії                                                                |
| Крісто Фернандес    | Дані Рохас     | Мексиканський легіонер, неймовірно позитивний та талановитий, якого Джеймі Тарт уважає своїм суперником |
| Джеймс Ленс         | Трент Кримм    | Скептичний репортер «Індепендент»                                                                       |
| Ентоні Гед          | Руперт Менніон | Зрадливий колишній чоловік Ребекки, мультимільйонер                                                     |
| Максимиліан Осінскі | Зава           | Талановитий, але ексцентричний нападаючий                                                               |

## Сезони
| Сезон | Епізоди | Епізоди | Оригінальний показ | Оригінальний показ |
| Сезон | Епізоди | Епізоди | Перший показ       | Останній показ     |
| ----- | ------- | ------- | ------------------ | ------------------ |
| 1     | 10      | 10      | 14 серпня 2020     | 2 жовтня 2020      |
| 2     | 12      | 12      | 23 липня 2021      | 8 жовтня 2021      |
| 3     | 12      | 12      | 15 березня 2023    | 31 травня 2023     |

## Виробництво
Серіал був замовлений у жовтні 2019 року Apple TV+, Джейсон Судейкіс був запрошений на вже виконану раніше роль Лассо: спочатку актор дебютував із титульним персонажем у 2013 році в рекламних роликах для NBC Sports, просуваючи їхнє висвітлення Прем'єр-ліги — Лассо був зображений новим головним тренером ФК «Тоттенгем». У 2017 році до роботи над телесеріалом був залучений продюсер Білл Лоуренс. 19 серпня 2020 року Apple TV+ поновила серію на 10 епізодів другого сезону.

## Відгуки
| Сезон | Rotten Tomatoes    | Metacritic       |
| ----- | ------------------ | ---------------- |
| 1     | 92% (75 рецензій)  | 71 (21 рецензій) |
| 2     | 98% (125 рецензій) | 85 (35 рецензій) |
| 3     | 81% (202 рецензій) | 73 (31 рецензій) |

Агрегатор рецензій Rotten Tomatoes повідомив, що рейтинг схвалення становить 86 % на основі 42 відгуків, із середнім рейтингом 7,72/10. Metacritic дав серіалу середньозважений бал 70 із 100 на основі 20 оглядів, вказуючи на «загалом сприятливі відгуки».